# Korea Południowa na Letnich Igrzyskach Olimpijskich 1948
Koreę Południową na Letnich Igrzyskach Olimpijskich 1948 reprezentowało 46 zawodników, 45 mężczyzn i 1 kobieta.

## Zdobyte medale
| Medal | Zawodnik      | Dyscyplina           | Konkurencja  |
| ----- | ------------- | -------------------- | ------------ |
| Brąz  | Han Su-an     | Boks                 | waga musza   |
| Brąz  | Kim Seong-jip | Podnoszenie ciężarów | waga średnia |